# Åkeforsån
Åkeforsån (Åkforsån) är en del av Nyköpingsån. Åkeforsån går från Ericsbergs dammar och leder i en krokig och djungelliknade miljö småningom ut i sjön Yngaren. Två kilometer uppströms ån räknat från Yngaren finns dammluckor och en kvarnbyggnad, kvarnen var i bruk från 1900 och framåt några decennier. Numera inhyser kvarnen en kraftstation. Djurlivet kring ån är synnerligen rikt. Fisk, fågel, bäver, utter. Bl.a. görs årligen observationer av den sällsynta fågelarten Kungsfiskare som trivs med de höga vallar som omger ån.